# Jackie Moore (baseball)
Pour les articles homonymes, voir Jackie Moore et Moore.
Jackie Spencer Moore (né le 19 février 1939 à Jay, Floride, États-Unis) est un receveur, manager et instructeur des Ligues majeures de baseball.
Il a brièvement joué avec les Tigers de Détroit en 1965. De 1984 à 1986, il dirige les Athletics d'Oakland. Il est en 2012 l'instructeur de banc des Rangers du Texas.
 

## Carrière de joueur
Jackie Moore signe son premier contrat professionnel en 1957 avec les Tigers de Détroit. Il ne joue qu'une saison dans les Ligues majeures, disputant 21 matchs avec les Tigers en 1965. Il frappe 5 coups sûrs en 53 présences au bâton pour une moyenne de ,094 avec 2 points produits et 2 points marqués. Il joue essentiellement en ligues mineures de 1957 à 1967 à la position de receveur pour des clubs affiliés aux Tigers, aux Braves de Milwaukee et aux Red Sox de Boston.

## Carrière d'entraîneur
Moore fait sa marque comme gérant dans les ligues mineures. En 1967, alors qu'il est joueur-entraîneur des  Maple Leafs de Toronto, club-école des Red Sox de Boston au niveau AAA, il remplace Eddie Kasko comme manager pour les dernières parties de l'histoire de l'équipe dans la Ligue internationale de baseball. Sitôt sa carrière de joueur terminée, Moore prend les commandes des Falcons de Jamestown, un club-école des Red Sox dans la New York - Penn League qu'il dirige en 1968 et 1969. Il fait partie du personnel d'instructeurs de nombreuses équipes de la Ligue majeure au fil des ans, entrecoupé de séjours au niveau mineur.
À la fin de 1969, il est engagé par les Pilots de Seattle comme instructeur des receveurs pour leur saison 1970 mais l'équipe disparaît après seulement une année d'existence. Il suit donc la franchise qui devient les Brewers de Milwaukee et est leur instructeur des lanceurs de relève de 1970 à 1972. Il quitte pour rejoindre les Rangers du Texas de 1973 à 1976 comme instructeur aux premier et troisième but. Durant cette période, il délaisse le grand club pour un an (en 1975) afin de remplir le rôle de manager des Rangers de Pittsfield de la Eastern League, un club-école des Rangers. Après 1976 avec Texas, il démissionne et devient membre en 1977 du premier personnel d'instructeurs de la nouvelle franchise des Blue Jays de Toronto, avec qui il demeure jusqu'en 1979. Après un second passage avec les Rangers en 1980 comme instructeur au troisième coussin, il se joint aux instructeurs des Athletics d'Oakland en 1981 comme instructeur au premier but.
Jackie Moore devient gérant des Athletics d'Oakland le 25 juin 1984, remplaçant Steve Boros. Il dirige le club toute la saison 1985 et est à sa tête pour les 73 premières parties de la saison 1986 avant que Jeff Newman n'assure l'intérim avant l'entrée en poste de Tony La Russa. En 353 parties à la barre de l'équipe, il remporte 163 matchs contre 190 défaites, pour un pourcentage de victoires de ,462. Les A's terminent quatrièmes dans la division Ouest de la Ligue américaine en 1984, cinquièmes en 1985 et ils sont sixièmes lorsque Moore quitte en 1986. La franchise traverse alors une période de transition puisque, avec La Russa à la barre et des vedettes émergentes telles Jose Canseco et Mark McGwire, ils atteindront la Série mondiale trois années de suite de 1988 à 1990. Moore est cependant instructeur chez les Reds de Cincinnati lorsque ceux-ci battent les Athletics en Série mondiale 1990.
De 1987 à 1989, Moore est l'instructeur au troisième but des Expos de Montréal. Pour trois saisons (1990-1992), il est instructeur chez les Reds de Cincinnati. À son troisième séjour avec les Rangers du Texas, il est instructeur sur le banc en 1993-1994 sous les ordres du gérant Kevin Kennedy. De 1996 à 1998, il est instructeur pour les Rockies du Colorado en tant qu'adjoint à Don Baylor.
En 1999, Jackie Moore dirige l'équipe de baseball des États-Unis aux 13e Jeux panaméricains. Les Américains y gagnent la médaille d'argent.
Au début des années 2000, Moore est gérant en ligues mineures dans l'organisation des Astros de Houston. Il y passe huit années, au cours desquelles il est appelé à diriger de nombreux joueurs qui feront plus tard des Astros l'une des bonnes équipes du baseball majeur et les champions de la Ligue nationale en 2005. Moore dirige dans les mineures l'Express de Round Rock de 2000 à 2007. Il est le premier gérant de l'histoire de ce club des ligues mineures et les mène dès leur première saison en 2000 au championnat de la Ligue du Texas. L'Express participe aux séries éliminatoires cinq fois en huit ans. Moore est nommé gérant de l'année dans la Ligue du Texas à trois reprises et en 2001, Baseball America le nomme meilleur gérant de toutes les ligues mineures. En 2002, 2004 et 2006, il dirige l'équipe des États-Unis au match des étoiles du futur.
En 2008, il est instructeur sur le banc des Astros de Houston aux côtés du manager Cecil Cooper.
Le 22 octobre 2008, il est nommé instructeur de banc chez les Rangers du Texas, aux côtés du pilote de l'équipe Ron Washington. Il s'agit de la quatrième fois qu'il est engagé au sein du personnel d'entraîneurs des Rangers, ce qui est inédit dans l'histoire du club. Moore fait partie de la formation des Rangers qui participe à la Série mondiale pour la première fois en 2010 puis remporte un second championnat de la Ligue américaine en 2011. Moore accompagne Ron Washington et d'autres entraîneurs des Rangers aux matchs des étoiles de 2011 et 2012.

## Vie personnelle
Le fils de Jackie Moore, Johnathon Moore, est un receveur de baseball ayant joué en ligues mineures dans l'organisation des Astros de Houston après avoir été repêché en 2010.